# Million-Guiet
Million-Guiet est un constructeur automobile français.

## Production

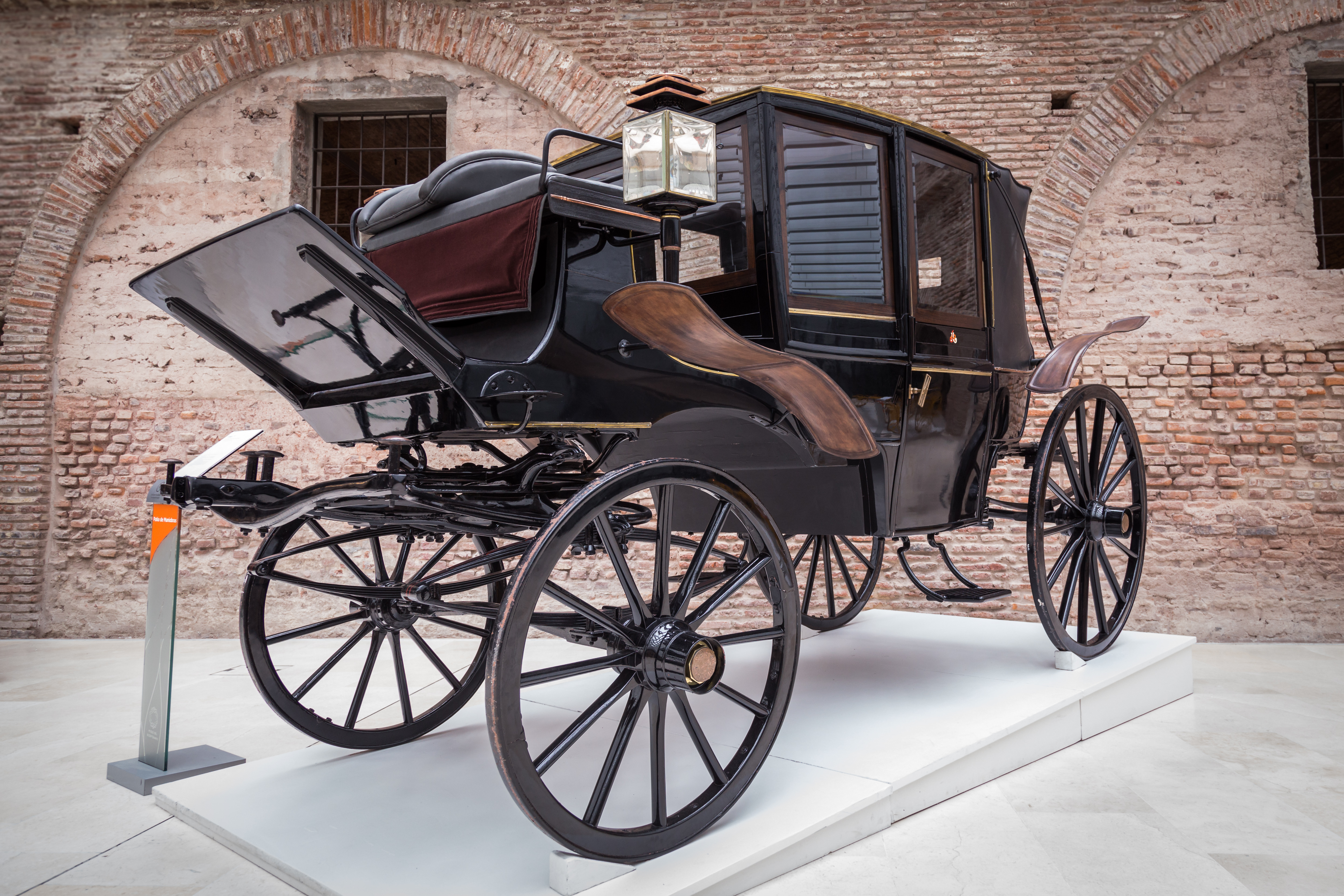
L’origine de Million & Guiet réside dans la construction de calèches.

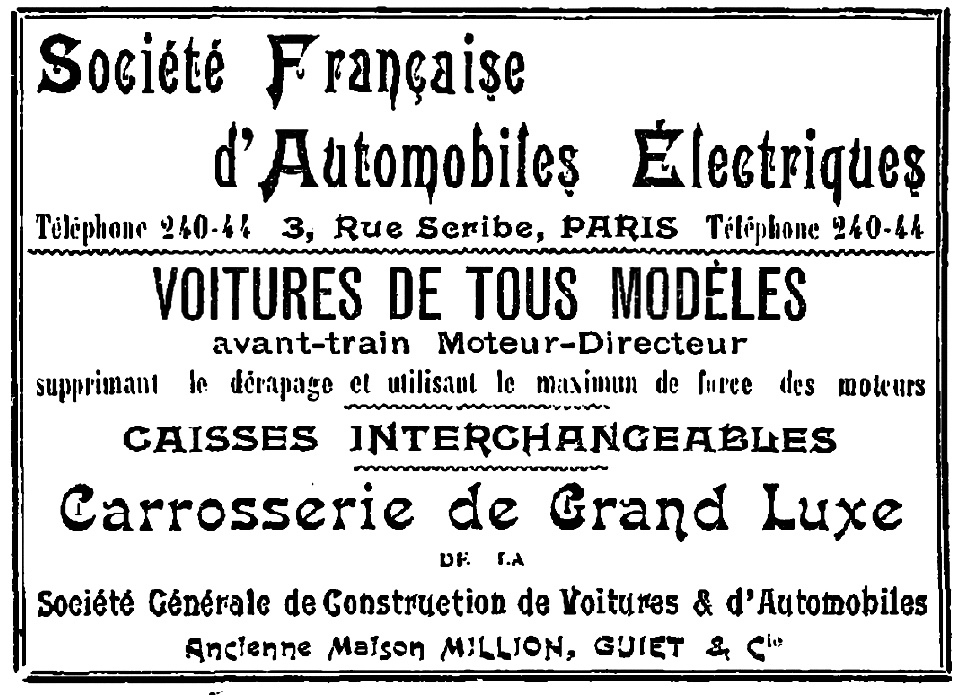
Million-Guiet (Société Française d’Automobiles Électriques) (1900).

L’entreprise basée à Levallois-Perret a commencé à produire des automobiles en 1900. Le nom de la marque était Million-Guiet. L’usine était située au numéro 73 du Rue des Arts. L’entreprise a été fondée à Paris en 1854 pour fabriquer des chariots. En 1900, la production de carrosseries pour automobiles et la construction automobile a commencé avec l’aide de la licence de la société Krieger, spécialisée dans les véhicules électriques. Le siège de la construction automobile était situé à Levallois-Perret, tandis que le siège était à Paris.  En octobre 1901, Paris, la « grande ville », dispose de deux automobiles pour le service postal : une voiture électrique de Million-Guiet (licence Kriéger) et une voiture essence de Peugeot .
En 1901, deux autres véhicules sont commandés pour la poste, cette fois un véhicule électrique directement de Kriéger et un véhicule à essence de l’Auto-Vélo. La construction automobile a été de courte durée, de sorte que l’entreprise a pu à nouveau s’occuper de la construction de carrosseries pour de nombreux clients différents.